# Trans-Wolgaregio
De Trans-Wolgaregio of Zavolzje (Russisch: Заволжье) is het gebied tussen de Wolga,  het Oeralgebied, de Noordelijke Oevalami (Северными Увалами) en de Kaspische Laagte. In het gebied wordt de wat hoger gelegen Hoge Trans-Wolgaregio onderscheiden in het oosten, met hoogtes tot 418 meter en de wat lager gelegen Lage Trans-Wolgaregio in het westen.
De Hoge Trans-Wolgaregio omvat de volgende verhogingen in het landschap: Boven-Kama (Верхнекамскую) (tot 337 meter), Vjatka-Oeral (tot 284 meter), Boegoelminsko-Belebejevskoejoe hoogte (tot 418 meter) en de Obsjtsji Syrt (tot 405 meter). De Hoge Trans-Wolgaregio wordt gevormd door verschijnselen uit het tijdvak Perm; zandsteen, schisten, kleisoorten, mergel, kalksteen, dolomiet en gips. In het zuiden door mesozoïsche kleisoorten en door zanden. Het reliëf is geërodeerd; de bovenste lagen vormen overgebleven geërodeerde verhogingen; sjichany (шиханы) genoemd. Lager gelegen delen vormen geërodeerde gelaagde vlaktes. Er bevindt zich veel karst.
De Lage Trans-Wolgaregio ligt lager (125 tot 150 meter) en omvat de linkeroever van de Wolga van Kazan tot Kamysjin. Dit is een tektonische verzakking, die wordt veroorzaakt door de cenozoïsche zand-kleiachtige lagen van de vroege Kaspische Regio (Kaspië). Langs de Wolga ligt een strook met terrassen die in het oosten overlopen in het stroomgebied. De stroomgebieden en een gedeelte van de terrassen worden overstroomd door het Samara-stuwmeer.
Het landschap van de Trans-Wolgaregio wordt gedomineerd door bos, bos-steppe en steppe en kent een landklimaat.
De regio is rijk aan aardolie. De Wolga-Oeralische olie en gas oblast (Волго-Уральская нефтегазоносная область.) ligt binnen het gebied.